# ماتریالیسم فرانسوی
ماده‌باوری یا ماتریالیسم فرانسوی (به انگلیسی: French materialism) نامی است که به تعداد انگشت‌شماری از فیلسوفان فرانسوی قرن هجدهم در عصر روشنگری داده شده است، که بسیاری از آن‌ها در محفل ادبی بارون دولباخ جمع شده بودند. اگرچه تفاوت‌های مهمی بین آن‌ها وجود دارد، اما همه ماتریالیست‌هایی بودند که معتقد بودند جهان از یک جوهر واحد یعنی ماده تشکیل شده است، که حرکات و خواص آن را می‌توان برای توضیح همه پدیده‌ها استفاده کرد.
ماتریالیست‌های برجسته فرانسوی قرن هجدهم عبارتند از:
- ژولین اوفره دو لا متری
- دنی دیدرو
- بارون دولباخ
- کلود آدرین هلوسیوس
- پیر ژان ژرژ کابانیس
- ژاک-آندره نایگون